# Maringa (rivier)

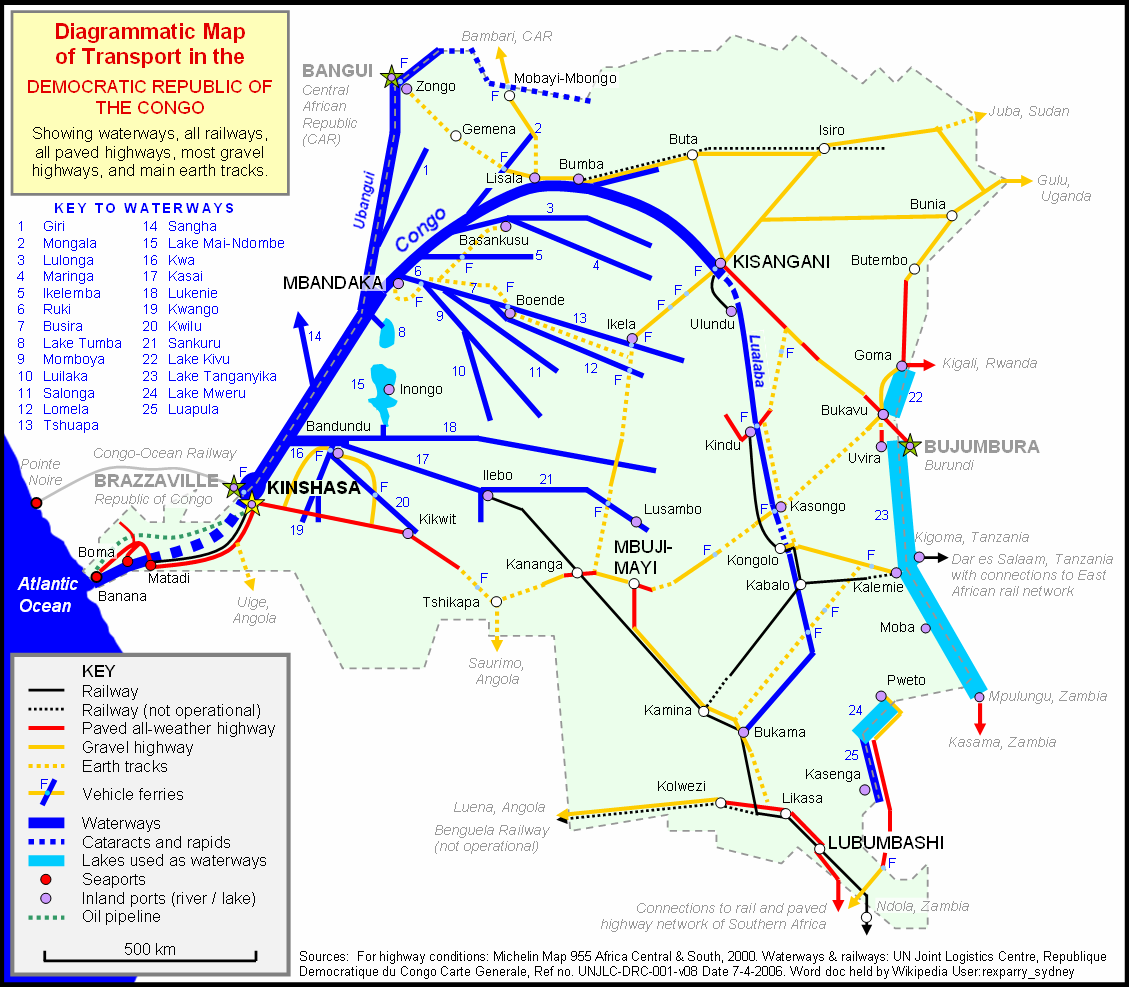
Transportwegen van Congo-Kinshasa, met waterwegen in blauw. De Maringa is nummer 4.

Locatie van de rivier Maringa binnen het Maringa-Lopori basin.

De Maringa is een rivier in de Evenaarsprovincie in het noorden van Congo-Kinshasa. De Maringa voegt zich bij de plaats Basankusu bij de meer noordelijk gelegen rivier de Lopori en zij vormen samen de rivier de Lulonga, een zijrivier van de Kongo. 
De Lomako is een zijrivier van de Maringa.